# Lamprocopa rothschildi
Lamprocopa rothschildi es una especie de insecto coleóptero de la familia Chrysomelidae.
Fue descrita científicamente en 1920 por Laboissiere.